# Міжнародний звід сигналів

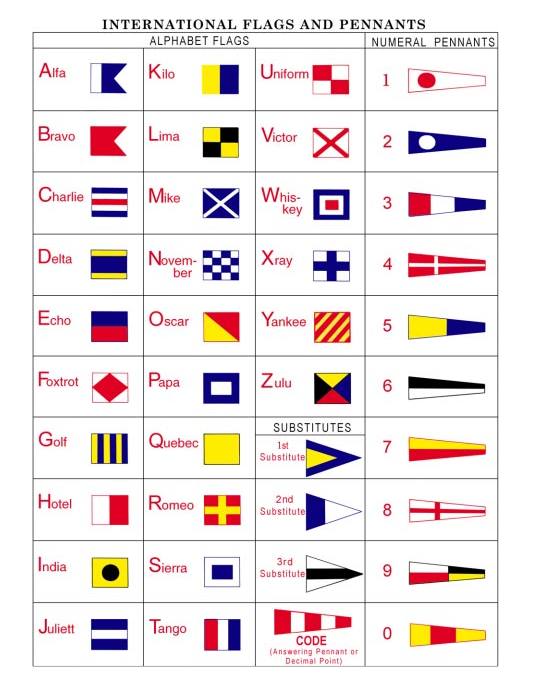
Прапори Міжнародного зводу

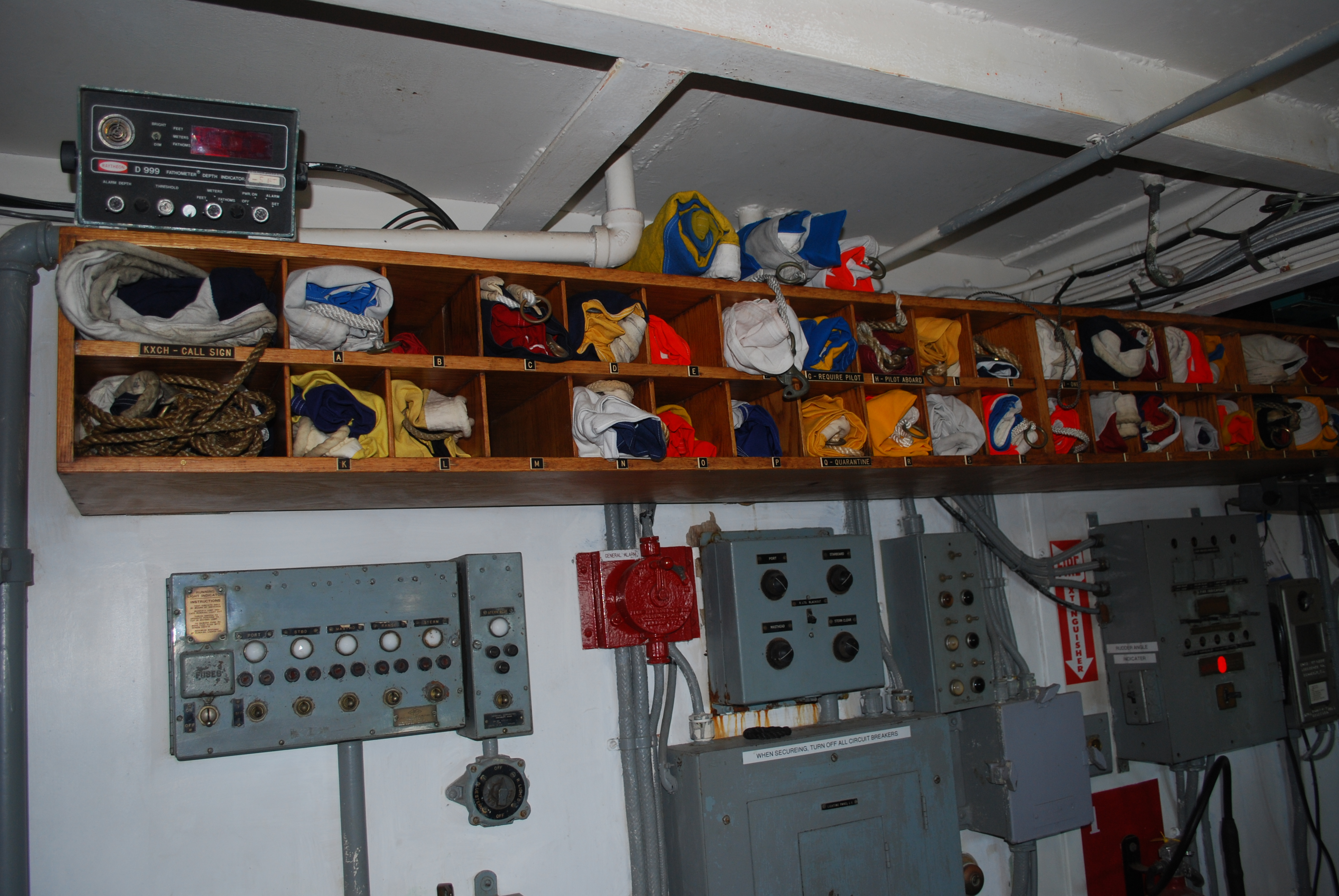
Зберігання сигнальних прапорів на судні

Міжнародний звід сигналів або Міжнародний Кодекс Сигналів (англ. the International Code of Signals; INTERCO) призначений для зв'язку різними способами і засобами з метою забезпечення безпеки мореплавання і охорони людського життя на морі, особливо в тих випадках, коли виникають мовні труднощі спілкування. При укладанні зводу було взято до уваги, що широке застосування радіотелефона і радіотелеграфа уможливлює завжди, коли відсутні мовні труднощі, здійснювати простий і ефективний зв'язок відкритим текстом.
Сигнали, що використовуються в зводі, складаються з:
1. однолітерних сигналів, призначених для дуже термінових, важливих або часто вживаних повідомлень;
2. дволітерних сигналів, що складають загальний розділ;
3. трилітерних сигналів, що складають Медичний розділ і починаються з літери М.

Кожен сигнал зводу має завершене смислове значення. Цей принцип проходить через весь звід; в окремих випадках з метою розширення значення основного сигналу використовуються цифрові доповнення.

## Історія
Зводи сигналів для мореплавців стали видаватися з початку XIX століття.
Перший міжнародний Звід сигналів був укладений в 1855 році комітетом, заснованим Міністерством торгівлі Великої Британії. У цьому зводі налічувалося 70 тисяч сигналів, 18 прапорів і використовувалося загальноприйняті і міжнародні сигнали. Він був виданий 1857 р. Цей звід застосовувався більшістю морських держав.
Перше видання Зводу було переглянуто в 1887 новим комітетом, створеним Міністерством торгівлі Великої Британії. Нові пропозиції Комітету були обговорені представниками основних морських держав. За результатами цього обговорення в звід були внесені значні зміни, після чого він був виданий 1897 р.
Міжнародна конференція з радіотелеграфного зв'язку, що проходила у Вашингтоні в 1927 р., розглянула пропозиції щодо нового перегляду зводу і винесла рішення про підготовку його проекту сімома мовами. Нове видання було підготовлено до 1930 р. і прийнято Міжнародною конференцією з радіотелеграфного зв'язку, що відбулася в Мадриді в 1932 р. Цей звід складався з двох томів: перший — для використовування при сигналізації візуальними способами зв'язку, а другий — для радіотелеграфного зв'язку. Звід призначався головним чином для зв'язку між суднами і літаками і для зв'язку суден або літаків з береговою владою через берегові радіостанції. Певна частина сигналів призначалася для зв'язку з судновласниками, агентами, ремонтними майстернями тощо.
На тій же конференції (1932 р.) був створений Постійний Комітет з міжнародного зводу сигналів, призначений для перегляду і зміни зводу в разі необхідності, а також для того, щоб давати роз'яснення з питань використовування зводу і розглядати пропозиції щодо його модифікації. Обов'язки Секретаріату Постійного комітету були взяті на себе урядом Великої Британії. Постійний комітет зібрався тільки один раз, в 1933 р, внісши при цьому деякі поправки.
| Сигнал                                                           | Код | Значення                                   |
| ---------------------------------------------------------------- | --- | ------------------------------------------ |
|                                                                  | MAA | Я потребую термінової консультації лікаря. |
| Вимпел знизу є 2-м замінним (додатковим) і тут має значення «A». |     |                                            |

У 1947 р Адміністративна радіоконференція Міжнародного союзу електрозв'язку запропонувала передати Міжнародний Звід сигналів у компетенцію Міжурядової морської консультативної організації (ІМКО). У 1959 (ІМКО) прийняла функції комітету з міжнародного зводу сигналів, і виконує їх донині.

## Стуктура
Звід складається з чотирьох частин:
- I частина — інструкції з використовування засобів зв'язку застосовно до Міжнародного зводу сигналів, зображення різних прапорів і значення прапорів при піднятті їх порізно;
- II частина — сигнали лиха, лоцманські, карантинні і буксирні, а також трипрапорові сигнали для розбору сигналів в абетковому порядку поєднань прапорів;
- III частина — Медичний відділ для набору і розбору сигналів і географічний відділ — також для набору і розбору сигналів;
- IV частина — алфавіт загальних виразів для набору сигналів.

## Способи сигналізації
1. Прапорний з використанням спеціальних сигнальних прапорів.
2. Прапорцевий семафор з використовуванням семафорної абетки, коли кожній букві і умовному знаку відповідає певне положення рук сигнальника з утримуваними в них прапорцями (при відсутності прапорців семафорять будь-якими підручними засобами, наприклад, російському флоті — безкозирками).
3. Світловий семафор[2] — світлова сигналізація з використанням азбуки Морзе.
  1. Звукова сигналізація з використовуванням азбуки Морзе.
4. Зв'язок голосом через мегафон[en], рупор або інший гучномовець.
5. Радіотелефонний зв'язок, при якій передача мовного сигналу здійснюється через радіозв'язок.
6. Радіотелеграфна сигналізація з використовуванням абетки Морзе.

## Прапорова сигналізація
Використовується 26 літерних прапорів, 10 цифрових вимпелів, 4 замінні вимпели і один відповідний вимпел.

### Літерні прапори

Alfa. У мене спущений водолаз; тримайтеся осторонь від мене і слідуйте малим ходом.
Bravo. Я навантажую, або вивантажую, або маю на борту небезпечний вантаж.
Charlie. Ствердний ТАК або «значення попередньої групи має читатися в ствердній формі».
Delta. Тримайтеся осторонь від мене; я керуюся насилу.
Echo. Я змінюю свій курс праворуч.
Foxtrot. Я не керуюся; тримайте зв'язок зі мною.
Golf. Мені потрібен лоцман. Цей сигнал, переданий рибальськими суднами, що працюють в безпосередній близькості один від одного, означає «Я вибираю рибальські сіті».
Hotel. У мене є на борту лоцман.
India. Я змінюю свій курс ліворуч.
Juliett. У мене пожежа і я маю на борту небезпечний вантаж; тримайтеся осторонь від мене.
Kilo. Я хочу встановити зв'язок з вами.
Lima. Зупиніть негайно своє судно.
Mike. Моє судно зупинено і не має ходу відносно води.
November. Заперечний НІ або «значення попередньої групи має читатися в заперечній формі».
Oscar. Людина за бортом.
Papa. У гавані: «всім слід бути на борту, бо судно скоро знімається». У морі: Може бути використаний рибальськими суднами в значенні «мої мережі зачепилися за перешкоду».
Quebec. Моє судно незаражене, прошу надати мені вільну практику.
Romeo. Самостійного значення не має.
Sierra. Мої рушії працюють на задній хід.
Tango. Тримайтеся осторонь від мене; я проводжу парне тралення.
Uniform. Ви йдете до небезпеки.
Victor. Мені необхідна допомога.
Whiskey. Мені необхідна медична допомога.
X-ray. Призупиніть виконання ваших намірів і спостерігайте за моїми сигналами.
Yankee. Мене дрейфує на якорі.
Zulu. Мені потрібен буксир. Цей сигнал, переданий рибальськими суднами, що працюють в безпосередній близькості один від одного, означає «Я вимітаю мережі».

### Цифрові вимпели

Uni one
Bisso two
Terra three
Karte four
Panta five
Soxi six
Sette seven
Okto eight
Nove nine
Nada zero

### Замінні (додаткові) вимпели

1-й замінний
2-й замінний
3-й замінний
4-й замінний

### Відповідний вимпел

Відповідний вимпел